# أدب الخوارق

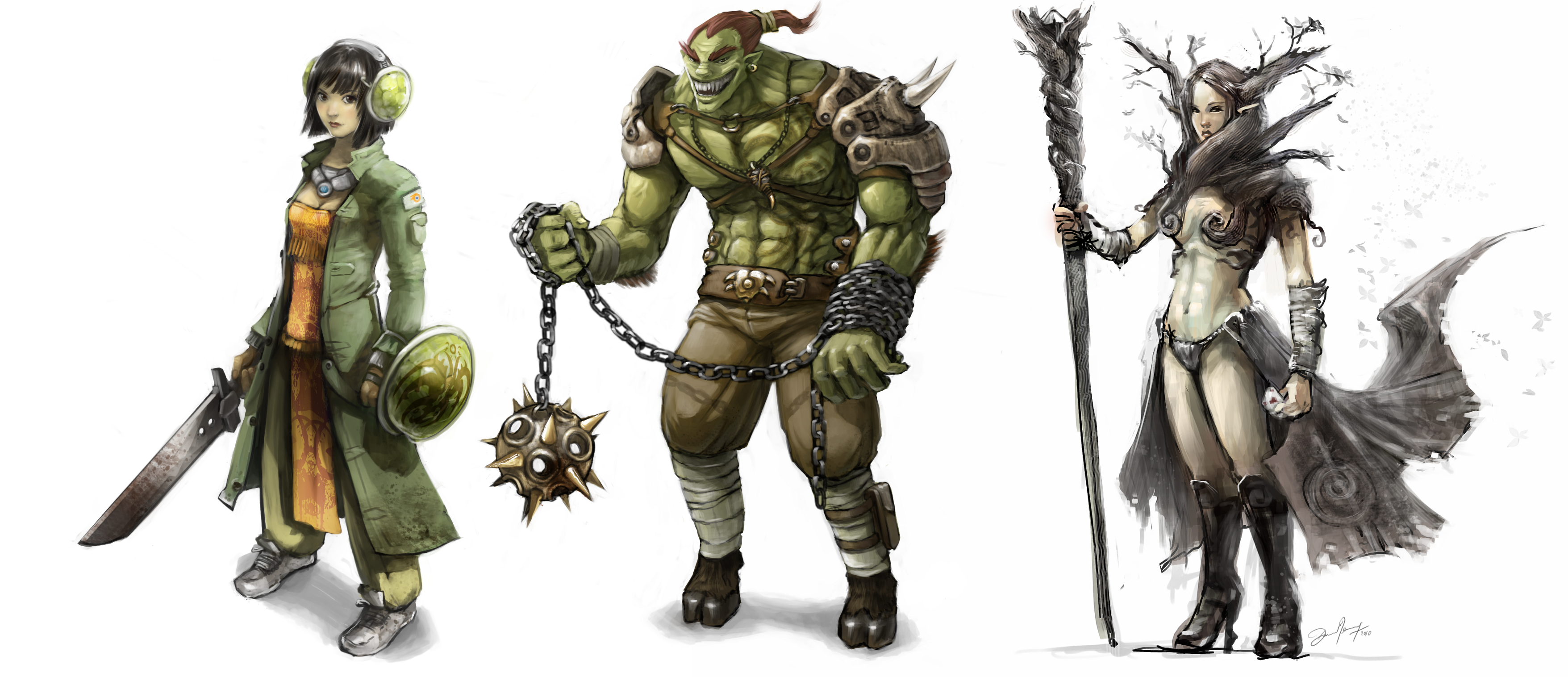
شخصيات خيالية من لعبة الفوضى والتطور

ادب الخيال فوق الطبيعي أو أدب الخوارق  هو نوع من الخيال التأملي الذي يتمحور حول موضوعات خارقة للطبيعة، وغالبًا ما تتناقض مع افتراضات المذهب الطبيعي للعالم الحقيقي.

## الوصف
بمعنى أوسع، يتداخل الخيال الخارق مع أمثلة من الخيال الغريب، ادب الرعب، وأدب مصاصي الدماء، قصص الأشباح، والفانتازيا. يمكن العثور على عناصر الخيال الخارق في الكتابة من نوع الخيال العلمي. بين الأكاديميين والقراء وهواة الجمع، غالبًا ما يُصنف الخيال الخارق للطبيعة على أنه نوع منفصل يتم تعريفه بإزالة «الرعب» و «الخيال» والعناصر المهمة للأنواع الأخرى.  يبدو أن النوع الوحيد الذي يتبناه الخيال الخارق للطبيعة هو قصص الأشباح التقليدية.
غالبًا ما تتداخل الفانتازيا الخيال الخارق للطبيعة وقد يحير بين بعضها البعض، على الرغم من وجود بعض الاختلافات المهمة بين النوعين. يقع الخيال عادة في عالم آخر، حيث تكون المخلوقات الخيالية أو السحر أمرًا طبيعيًا. في الخيال الخارق للطبيعة، ليس السحر والوحوش معيار وعادة ما تكون الأشياء الغامضة متشابكة في الحبكة. يسلط النوع الخارق للطبيعة الضوء على الكائنات الخارقة للطبيعة أو احداث داخل العالم الحقيقي. علاوة على ذلك، يميل الخيال الخارق للطبيعة أيضًا بالتركيز على التشويق والغموض والتقليل من الحركة والمغامرة.
يجمع الخيال البوليسي الغامض بين مجازات الخيال الخارق للطبيعة مع الادب البوليسي يضم الدراما والخارق للطبيعة على عناصر خارقة ممزوجة في قصة عن الصراع الداخلي للشخصيات أو الصراع الدرامي بين بطل الرواية والعالم البشري أو الخارق، والمجتمع وبين المجموعات.

## الأصل
يقول مؤلف كتاب The Rise of Supernatural Fiction ١٧٦٢–١٨٠٠ أن أصول الروايات الخارقة للطبيعة تأتي من بريطانيا في النصف الثاني من القرن الثامن عشر. ظهرت حسابات أكذوبة شبح كوم لين في الصحف في عام ١٧٦٢، وكان الاهتمام بالروحية سائد حاليًا. كان هناك حاجة للناس أن يروا أشباحًا حقيقية ويعيشونها بشكل غير مباشر من خلال كتابات الخيال.
يجادل أس أل فارنادو في Haunted Presence: The Numinous in Gothic Fiction تعطش البشرية لتجربة الألوهية هو بداية الاهتمام بما هو خارق للطبيعة، حتى أن القصص الأسطورية القديمة لفرسان الملك آرثر تعطي القارئ إحساسًا من وجود الأشياء «المقدسة». ثم يستمرالمؤلف تتبع هذا التأثير في المستقبل مع حركة الأدب القوطي.
يستشهد كاتب الرعب الشهير هوارد فيليبس لافكرافت في fear of the unknown باعتباره أصل الخيال الخارق في مقالته «الرعب الخارق في الأدب» (١٩٢٧). يمضي أيضًا في وصف جذور النوع الأدبي في الأدب القوطي. تم الاستشهاد بالوصف في رواية مرتفعات ويذرنغ (١٨٤٧) للمحيط الطبيعي الذي تحدث فيه الرواية والمزاج الغريب الذي تثيره كواحد من أولى الأمثلة على الرعب الخارق للطبيعة الذي تم استحضاره في الأدب.
في القرن العشرين، أصبح الخيال الخارق للطبيعة مرتبطًا بالرواية النفسية. في هذا الارتباط، لا يمكن تفسير أوصاف الأحداث التي تحدث من خلال عدسات العالم الطبيعي، مما يؤدي بالاستنتاج بأن خرق الطبيعة هو التفسير الوحيد الممكن لما وصف. مثال كلاسيكي على ذلك هو دورة اللولب (١٨٩٨) لهنري جيمس، والذي يقدم تفسيراً نفسياً وخارقاً للأحداث الموصوفة. في هذا المثال، يضيف الغموض إلى تأثيرات كل من ما هو خارق للطبيعة والنفسي. مثال مشابه هو قصة شارلوت بيركنز جيلمان «ورق الحائط الأصفر».